# Sebekia mississippiensis
Sebekia mississippiensis är en kräftdjursart som beskrevs av Overstreet, Self och Vliet 1985. Sebekia mississippiensis ingår i släktet Sebekia och familjen Sebekidae. Inga underarter finns listade i Catalogue of Life.